# Приказы патриаршие
Патриа́ршие прика́зы — центральные учреждения Московской патриархии XVII — начала XVIII веков, ведавшие патриаршими вотчинами и хозяйством (Дворцовый Патриарший приказ), сбором налогов, пошлин и другим (Казённый Патриарший приказ), назначением духовенства на должности (Судный Патриарший приказ, или Патриарший разряд).
Осуществляли судебную функцию по делам о преступлениях против веры, ведали сборами с раскольников.
Существовали, вероятно, ещё при митрополитах в период 1613—1620 годов, возникли с учреждением патриаршества.
Получили определённую организацию и исчезли только после смерти патриарха Филарета.
Патриарший двор, или Дворцовый патриарший приказ состоял в непосредственном подчинении патриарха, был одновременно административным, финансовым и судебным учреждением. В результате церковной реформы Петра I (1721) приказ был упразднён.
Патриарший разряд, или Патриарший духовный приказ под этим именем существовал уже в начале XVII века; в 1635—1645 годах назывался Патриаршим собором. С 1663 года — опять разрядом. Определял на должности лиц белого и чёрного духовенства, рассматривал жалобы на них, судил их в делах о преступлениях против веры, разбирал гражданские иски лиц, находившихся в ведении патриарха. На основании определения Духовного собора 1667 года, подтвердившего старый порядок, в патриаршем разряде существовал двоякого рода суд: один, судивший лиц духовных, а также мирян — в делах о незаконных браках и свидетельствовавший их духовные завещания, должен был состоять из архимандрита и духовных лиц; другой, под председательством боярина, состоял из дьяков и судил мирян, находившихся в ведении патриарха, по всем их делам.
Приказ церковных дел был учреждён патриархом Иоакимом (1674—1690) вместо существовавшего прежде, с самого начала патриаршества, тиуна и при нём тиунской избы для надзора за благочинием в церквах и поведением духовенства.
Казённый патриарший приказ существовал с начала XVII века и заведовал различными сборами, поступавшими в патриаршую казну.
Патриарший судный приказ, по сказанию Древней российской вивлиофики, значился уже в записных книгах 1626—1627 годов и существовал до конца XVII века. Он заведовал излишними монастырскими и церковными доходами, а также сбором с раскольников на содержание больниц, богаделен, сиротских домов и училищ.